# Гладиловское сельское поселение
Гладиловское се́льское поселе́ние — упразднённое муниципальное образование в Голышмановском районе Тюменской области Российской Федерации.
Административный центр — село Гладилово.

## История
Статус и границы сельского поселения установлены Законом Тюменской области от 5 ноября 2004 года № 263 «Об установлении границ муниципальных образований Тюменской области и наделении их статусом муниципального района, городского округа и сельского поселения».

## Население
| 2010  | 2011  | 2012  | 2013  | 2014  | 2015  | 2016  |
| ----- | ----- | ----- | ----- | ----- | ----- | ----- |
| 1106  | ↘1104 | ↘1087 | ↘1077 | ↘1066 | ↘1055 | ↘1033 |
| 2017  | 2018  | 2019  |       |       |       |       |
| ↗1037 | ↗1047 | ↘1033 |       |       |       |       |

## Состав сельского поселения
| № | Населённый пункт | Тип населённого пункта       | Население |
| - | ---------------- | ---------------------------- | --------- |
| 1 | Гладилово        | село, административный центр | 876       |
| 2 | Крупинина        | деревня                      | 65        |
| 3 | Кутырева         | деревня                      | 37        |
| 4 | Скакуново        | деревня                      | ↘0        |
| 5 | Скарединка       | деревня                      | 128       |